# 17 (число)
Вижте пояснителната страница за други значения на 17.
Седемнайсет (също и седемнадесет) е естествено число, предхождано от шестнайсет и следвано от осемнайсет. С арабски цифри се записва 17, а с римски – XVII. Числото 17 е съставено от две цифри от позиционните бройни системи – 1 (едно) и 7 (седем).

## Математика
- 17 е нечетно число.
- 17 е седмото просто число.
- 17 е пермутационно просто число.
- 17 е безквадратно число.
- 17 е третото число на Ферма ({\displaystyle F_{2}=2^{2^{2}}+1=2^{4}+1=17}).
- 17 е сборът от първите четири прости числа (2+3+5+7 = 17).
- 17 = 23+32
- 17 и 19 са четвъртата двойка прости числа близнаци.
- 17 е второто отсорп число (просто число, което при прочитане наобратно отново е просто число).
- Многоъгълник със 17 страни (и ъгли) се нарича седемнадесетоъгълник или хептадекагон. Правилният седемнадесетоъгълник има вътрешен ъгъл от приблизително 158,82°.

## Други факти
- Аполо 17 е последната мисия от лунната програма Аполо.
- Числото 17 се смята за италианското фатално число.[4]